# Commodore Barry Bridge
Die Commodore Barry Bridge (ursprünglicher Projektname Chester-Bridgeport Bridge) ist eine Auslegerbrücke über den Delaware River, welche die beiden Orte Bridgeport (New Jersey) und Chester (Pennsylvania) miteinander verbindet. Sie ist die längste Auslegerbrücke der USA und hat den längsten Einhängeträger aller Auslegerbrücken. Die Brücke ist nach John Barry, Marineoffizier aus der Zeit des Unabhängigkeitskrieges und erster Oberbefehlshaber der US Navy, benannt.
Zu Beginn der 60er Jahre untersuchte die Delaware River Port Authority (DRPA), wie die Verbindung zwischen South New Jersey und dem südöstlichen Teil von Pennsylvania verbessert werden könnte. 1963 wurde beschlossen, die fünfzig Kilometer große Lücke zwischen den Brücken in Philadelphia und der Delaware Memorial Bridge mit der Chester-Bridgeport Bridge zu füllen.
Die DRPA ließ die nun Commodore Barry Bridge genannte Brücke für 115 Mio. USD durch E. Lionel Pavlo bauen. Die Brücke ersetzte die Fähre zwischen Bridgeport und Chester, deren Betrieb mit der Eröffnung der Brücke eingestellt wurde. Nach der Eröffnung blieb der Verkehr mit zunächst nur 131.000 Fahrzeugen im ersten Monat hinter den Erwartungen zurück. Dies lag nicht zuletzt daran, dass die Brücke auf der Chester-Seite während der ersten zwei Jahren nicht mit dem I-95 verbunden war, weil sich die Anwohner gegen den Bau der Auffahrt stellten. Bereits im Sommer 1974 zeigten sich durch Vibrationen verursachte Schäden am Hauptträger. Die defekten Stellen wurden repariert und die Brücke zusätzlich mit Kabeln ausgesteift, so dass sie weniger empfindlich gegenüber Einwirkungen von Wind wurde.
Die Commodore Barry Bridge wird heute täglich von 35.000 Fahrzeugen benutzt. Sie weist fünf Streifen auf, die je nach Verkehrslast aufgeteilt werden. Die Abgrenzung zwischen den beiden Fahrtrichtungen wird seit 2000 durch eine Betonschutzwand bewerkstelligt, welche je nach Bedarf durch eine Spezialmaschine umgesetzt werden kann. Seit Oktober 1992 wird nur noch in Richtung Pennsylvania Brückenzoll erhoben, der für PKWs 5 $ beträgt.